# وريد معدي ثربي أيمن
الوريد المعدي الثرْبي الأيمن هو وريد يقوم بتصريف الدم من الجزء السفلي للسطح الأمامي العلوي والسطح الخلفي السفلي في المعدة وينقله إلى الوريد المساريقي العلوي.
يعبر الوريد من اليسار إلى اليمين على طول الانحناء الكبير للمعدة بين طبقتي الثرب الكبير.